# Liga II
Liga II ist die zweithöchste Spielklasse im rumänischen Fußball. Sie wurde 1934 gegründet und trug bis einschließlich der Saison 2005/06 den Namen Divizia B. Eine Ausnahme bildeten die Spielzeiten 1992/93 bis 1996/97, in denen die Spielklasse Divizia A hieß.
Die Liga II war in den Spielzeiten 2006/07 bis 2009/10 in zwei Staffeln – Seria I und Seria II – mit je 18 Mannschaften aufgeteilt, aus denen zunächst die jeweils Erst- und Zweitplatzierten in die Liga 1 auf- und die jeweils vier Letztplatzierten in die Liga III abstiegen. In den Spielzeiten 2009/10 und 2010/11 gab es nur noch jeweils 16 Teams, von denen vorbehaltlich des Lizenzierungsverfahrens drei absteigen sollten. In den Spielzeiten 2011/12 und 2012/13 wurde die Anzahl der Absteiger auf fünf Vereine je Staffel erhöht, um bei insgesamt nur sechs Aufsteigern aus der Liga III die Gesamtanzahl der Zweitligisten schrittweise um vier auf 28 bzw. 24 Mannschaften zu verringern.
Zur Saison 2016/17 wurden beide Staffeln zu einer Liga mit 20 Mannschaften zusammengelegt.
Die Spielzeit mit den meisten teilnehmenden Mannschaften war die Saison 1947/48 (64 Teams).

## Vereine 2024/25
| - CS Afumați - FC Argeș Pitești - FC Bihor Oradea - AFC Câmpulung Muscel - FC Chindia Târgoviște - Ceahlăul Piatra Neamț - CS Concordia Chiajna - Corvinul Hunedoara - CSC Dumbrăvița - CSM Focșani - Metaloglobus Bukarest | - AFC Metalul Buzău - FK Csíkszereda Miercurea Ciuc - CS Mioveni - CSM Reșița - CSC 1599 Șelimbăr - CSM Slatina - Steaua Bukarest - CS Unirea Ungheni - FC Universitatea Craiova - Viitorul Pandurii Târgu Jiu - FC Voluntari |

## Anzahl der Staffeln in der Geschichte der Divizia B / Liga II
| Von     | Bis     | Staffeln |
| ------- | ------- | -------- |
| 1934/35 | 1935/36 | 5        |
| 1936/37 | 1937/38 | 2        |
| 1938/39 | 1939/40 | 4        |
| 1940/41 |         | 3        |
| 1942/43 |         | 3        |
| 1946/47 |         | 3        |
| 1947/48 |         | 4        |
| 1948/49 | 1953    | 2        |
| 1954    | 1955    | 3        |
| 1956    | 1958/59 | 2        |
| 1959/60 | 1962/63 | 3        |
| 1963/64 | 1972/73 | 2        |
| 1973/74 | 1991/92 | 3        |
| 1992/93 | 2002/03 | 2        |
| 2003/04 | 2005/06 | 3        |
| 2006/07 | 2015/16 | 2        |
| 2016/17 | heute   | 1        |